# Enseñanza virtual
La enseñanza virtual o escuela virtual es aquella donde el alumno aprende principalmente en línea o a través de Internet. Una escuela en línea puede aglutinar muchos de los beneficios proporcionados por una escuela física, pero todo realizado a través de Internet. Además, la interacción entre estudiantes y profesores es posible, aunque no es necesaria. La enseñanza virtual permite a los alumnos participar en un entorno digital y llevar a cabo su formación en cualquier materia.

## Historia
Es a mediados de 1996 cuando empezaron a aparecer escuelas donde era posible acceder a una enseñanza virtual. Muchas de las escuelas virtuales actuales provienen de escuelas a distancia. Las primeras escuelas virtuales se desarrollaron en Australia, Nueva Zelanda, América del Norte y el Reino Unido, generalmente en áreas donde la baja densidad de población hacía difícil la escolarización por medios tradicionales.  El desarrollo de la informática consolida la utilización de ordenadores con fines educativos, dando lugar a la creación de diferentes escuelas virtuales alrededor de todo el mundo.
A veces se denomina "educación a distancia", siendo éste un término y una enseñanza diferente. Para desarrollar una enseñanza virtual es necesario que la entidad impartidora cuente con un LMS (Learning management system) siendo actualmente moodle el más usado dada su facilidad de uso e instalación, aunque con el auge de las nuevas tecnologías están creciendo los sistemas de aprendizaje en línea como Blackboard .
En la actualidad, la enseñanza virtual y sus escuelas están presentes en todas partes del mundo.

## Ventajas y desventajas
Algunas de las posibles ventajas de la enseñanza virtual pueden ser:
- Se evitan desplazamientos, lo que permite ahorrar dinero y tiempo. Además de reducir gastos de materiales, libros y otro tipo de recursos de apoyo en los ambientes presenciales
- El estudiante puede acceder sin limitación física o geográfica por medio de internet a infinidad de recursos, que lo podrá ayudar a ampliar sus conocimientos y obtener un aprendizaje más significativo.
- El estudiante puede desarrollar las actividades de acuerdo con su propio ritmo y estilo, esto facilita su aprendizaje, además tiene un papel mucho más activo y es directamente responsable de su proceso de formación.
- La educación virtual desarrolla la capacidad de pensamiento crítico, destrezas de investigación y análisis de información, uso de herramientas tecnológicas, además de las destrezas para resolver problemas prácticos cualidades muy valoradas en el mercado laboral.
- Trabajo colaborativo: Alta dosis de participación e interacción a través de foros, chat y otras herramientas.
- En muchos casos se cuenta con profesionales y expertos que, por sus circunstancias profesionales, no podrían atender a la enseñanza presencial.
- El alumno puede realizar su formación en cualquier lugar del mundo, esto le abre a diferentes culturas y países donde puede enriquecerse con su historia, geografía, religiones y política, además de desarrollar habilidades sociales.
- El alumnado no depende de horarios ni espacios, lo cual facilita la conciliación de los estudios con la vida laboral y personal.

Algunas de las posibles desventajas de la enseñanza virtual pueden ser:
- Falta de interacción: Muchos estudiantes valoran negativamente la ausencia de contacto personal con los docentes o el resto de alumnos.
- Los estudiantes que llevan una educación virtual deben de poseer conocimientos en el uso de la tecnología, de las herramientas informáticas y saber buscar información en internet.
- En muchos casos, la formación en línea exige al estudiante mayor rendimiento que la presencial. La no asistencia a clases obliga a controlar el progreso de los alumnos con la entrega periódica de trabajos y, por tanto, se requiere una dedicación regular a los estudios.
- Requiere de autodisciplina, sin una rutina de estudios programada, puedes descontrolar tus horarios para otras actividades.

## Modelo de Enseñanza Virtual
El estudiante es quien marca su propio ritmo de trabajo adquiriendo los conocimientos expuestos en los contenidos, haciendo ejercicios, consultando y resolviendo dudas con el resto de participantes del curso, realizando las tareas y actividades que se le solicitan y el asesor (profesor) es quien va guiándole durante su proceso de aprendizaje.
Las  clases  impartidas  de  modo  remoto  son  un  instrumento  de  enseñanza-aprendizaje  en  las  cuales  docentes  y  alumnos  pueden  interactuar,  comunicar,  visualizar  y  discutir,  organizar  trabajos  colaborativos,  en  un  ambiente  digital  en  tiempo  real  (sincronía)  o  en  tiempos on  demand.  En  algunos  casos,  las  clases  pueden  incluir  un  software para videoconferencias que permitirá que cada usuario esté conectado  al  mismo  tiempo  a  través  de  internet.  En  otros,  estas  videoconferencias permitirán replicar lo que se podría haber hecho en una clase presencial, pero lo cierto es que proponen otros modos de interacción  diversos,  como  puede  ser  el  chat,  un  foro,  realidad  aumentada, etc.
El uso de la tecnología dentro de los procesos educativos toma una relevancia cada vez mayor dentro de las instituciones de educación superior. La modalidad virtual no solo abarca la incorporación de la tecnología, sino también el aspecto social, en el cual destacan tres variables principales: el tiempo, la interacción y la comunicación. 
El profesorado tiene que adaptarse a las tecnologías actuales para poder dar sus clases en una metodología virtual. También, una educación virtual requiere de una adaptación coherente del alumno previa a esta tecnología. Por ello, las herramientas tecnológicas no deben marcar por sí solas la pauta para una mejor educación, sino que requieren de una reflexión responsable para su mejor uso sin que la educación se adapte a ellas. 